# Siergiej Christianowicz
Siergiej Aleksiejewicz Christianowicz (ros. Сергей Алексеевич Христианович, ur. 27 października?/9 listopada 1908 w Petersburgu, zm. 28 kwietnia 2000 w Moskwie) – rosyjski naukowiec, mechanik, energetyk, akademik Akademii Nauk ZSRR, Bohater Pracy Socjalistycznej (1969).

## Życiorys
W 1930 ukończył studia matematyczne na Leningradzkim Uniwersytecie Państwowym i został pracownikiem naukowym Państwowego Instytutu Hydrologicznego, później doktoryzował się w Instytucie Matematycznym Akademii Nauk ZSRR, a od 1939 pracował w Instytucie Mechaniki Akademii Nauk ZSRR. W 1940 został kierownikiem laboratorium aerodynamiki wielkich prędkości Centralnego Instytutu Aerohydrodynamicznego im. Żukowskiego, 1945-1953 brał aktywny udział w pracach nad projektem atomowym ZSRR, 1953-1956 był akademikiem-sekretarzem Wydziału Nauk Technicznych Akademii Nauk ZSRR, jednocześnie pracował w Instytucie Fizyki Chemicznej i Instytucie Nafty Akademii Nauk ZSRR. W 1938 otrzymał tytuł doktora, a w 1939 profesora, 28 stycznia 1939 został członkiem korespondentem, a 27 września 1943 członkiem rzeczywistym (akademikiem) Akademii Nauk ZSRR, 1946-1956 i ponownie 1957-1962 był członkiem Prezydium Akademii Nauk ZSRR. Od 1957 był zastępcą, a od 1958 I zastępcą przewodniczącego Syberyjskiego Oddziału Akademii Nauk ZSRR, w 1957 założył w Nowosybirsku Instytut Mechaniki Teoretycznej i Stosowanej i do 1965 był jego kierownikiem. Po powrocie do Moskwy 1965-1972 był kierownikiem naukowym Instytutu Pomiarów Fizyczno-Technicznych i Radiotechnicznych i członkiem Kolegium Państwowego Komitetu ZSRR ds. Nauki i Techniki, 1972-1988 kierował laboratorium w Instytucie Problemów Mechaniki Akademii Nauk ZSRR, następnie był doradcą przy dyrekcji tego instytutu. Został pochowany na Cmentarzu Trojekurowskim.

## Odznaczenia i nagrody
- Medal Sierp i Młot Bohatera Pracy Socjalistycznej (13 marca 1969)
- Order Lenina (sześciokrotnie - 1943, 1944, 1953, 13 listopada 1958, 1967 i 13 marca 1969)
- Order Rewolucji Październikowej (1978)
- Order Wojny Ojczyźnianej I klasy (dwukrotnie - 1945 i 1985)
- Order Czerwonego Sztandaru Pracy (dwukrotnie - 1956 i 1975)
- Nagroda Stalinowska (trzykrotnie - 1942, 1946 i 1952)
- Nagroda im. Żukowskiego (1940)

I medale.